# Boo
Boo är en stadsdel i Nacka kommun inom kommundelen Boo belägen på västra delen av ön Värmdö öster om Skurusundet. Fram till 2015 utgjorde Boo en egen tätort, varefter den växte samman med Stockholms tätort.

## Befolkningsutveckling
| Befolkningsutvecklingen i Björknäs/Boo 1960–2020                               | Befolkningsutvecklingen i Björknäs/Boo 1960–2020 | Befolkningsutvecklingen i Björknäs/Boo 1960–2020 | Befolkningsutvecklingen i Björknäs/Boo 1960–2020 | Befolkningsutvecklingen i Björknäs/Boo 1960–2020 |
| ------------------------------------------------------------------------------ | ------------------------------------------------ | ------------------------------------------------ | ------------------------------------------------ | ------------------------------------------------ |
|                                                                                |                                                  |                                                  |                                                  |                                                  |
| År                                                                             |                                                  |                                                  | Folkmängd                                        | Areal (ha)                                       |
| 1960                                                                           | 1960                                             |                                                  | 5 510                                            | 1 530                                            |
| 1965                                                                           | 1965                                             |                                                  | 6 462                                            | 1 530                                            |
| 1970                                                                           | 1970                                             |                                                  | 11 934                                           |                                                  |
| 1975                                                                           | 1975                                             |                                                  | 13 786                                           |                                                  |
| 1980                                                                           | 1980                                             |                                                  | 14 988                                           |                                                  |
| 1990                                                                           | 1990                                             |                                                  | 17 781                                           | 1 629                                            |
| 1995                                                                           | 1995                                             |                                                  | 18 874                                           | 1 633                                            |
| 2000                                                                           | 2000                                             |                                                  | 20 404                                           | 1 633                                            |
| 2005                                                                           | 2005                                             |                                                  | 21 776                                           | 1 633                                            |
| 2010                                                                           | 2010                                             |                                                  | 24 052                                           | 1 626                                            |
| 2015                                                                           | 2015                                             |                                                  | 31 042                                           |                                                  |
| 2020                                                                           | 2020                                             |                                                  | 34 639                                           |                                                  |
| Anm.: Namnändring från Björknäs till Boo 1980. Sammanvuxen med Stockholm 2015. |                                                  |                                                  |                                                  |                                                  |

## Kultur
Sveriges första privata elektronmusikstudio, kallad Andromeda, var fram till våren 2014 belägen i Tollare i Boo, vid Skurusundet och byggdes upp på 1970-talet av tonsättaren Ralph Lundsten. Tidigare var studion belägen i Kocktorp (också en del av Tollare), vid Kocktorpssjön, där den började byggas upp i slutet av 1950-talet.
År 1949 startade KFUM:s scoutkår tidningen Boo-Posten. Förste redaktör var pastor Widar Hedin och till en början var tidningen främst riktad till kyrkan, scoutrörelsen och Boos föreningar. Dock ändrades detta år 1955 när Yngve Kämpe efterträdde Hedin som redaktör och valde att göra tidningen mer politisk. År 1971 slogs Boo-Posten samman med Saltsjö-Posten men lades sedan ner år 1973.

## Idrott och friluftsliv
I början av 1950-talet anlades Boos första idrottsplats vid Sågtorp. Boo KFUM, Boo IF, Boo SK och Boo FF är de största idrottsföreningarna i Boo.
Den lugna promenaden är lättgångna och tydligt skyltade slingor som lämpar sig för alla personer. Nacka kommun har upprättat en lugn promenad i varje kommundel. Den lugna promenaden i Boo är cirka 4 500 meter lång och sträcker från Villa Lindängen förbi Gammeluddshemmet till Baggenstäket. En del går runt Gammeludden längs Lännerstasundet och heter Lännersta strandpromenad.

## Bilder

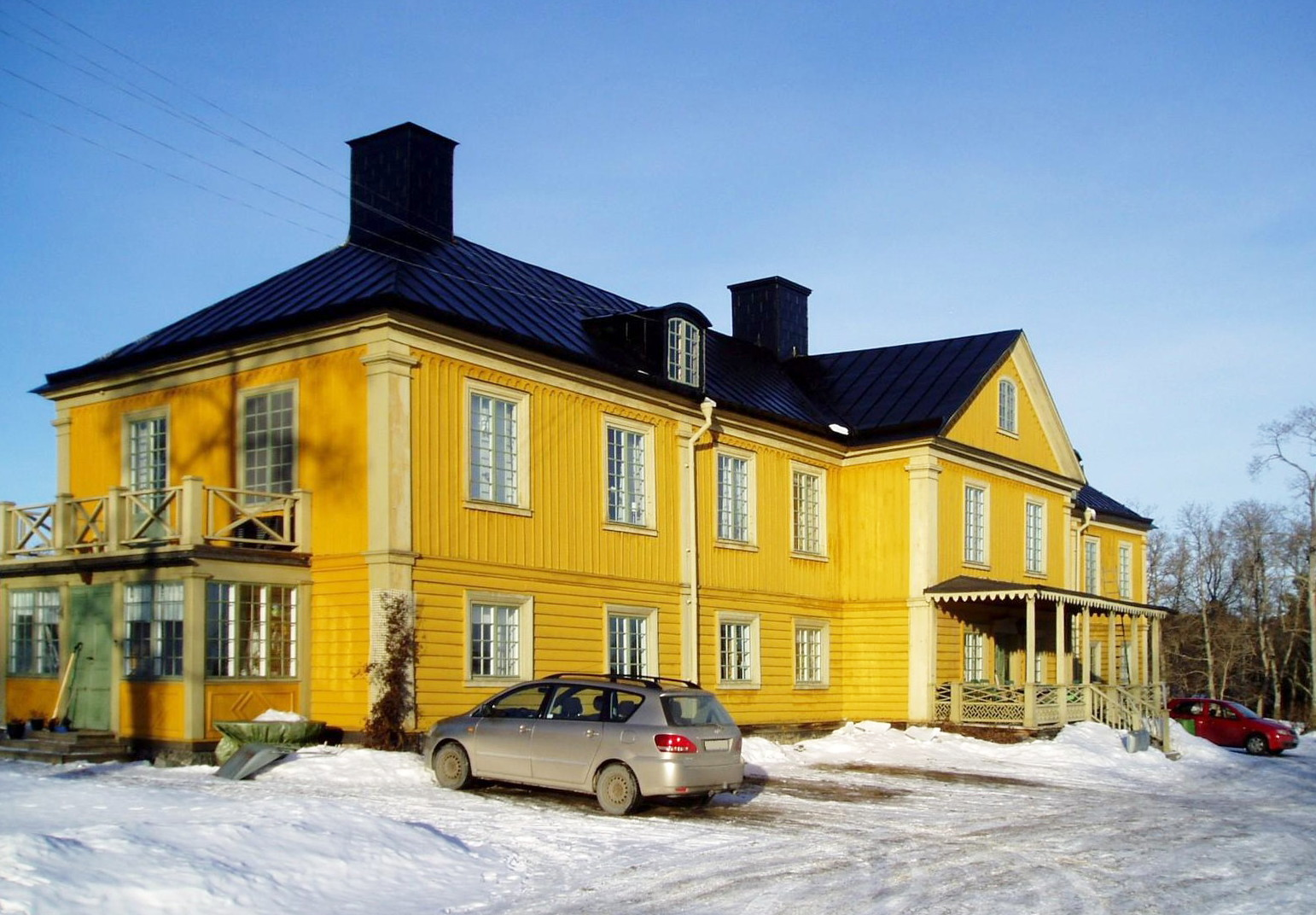
Boo gård
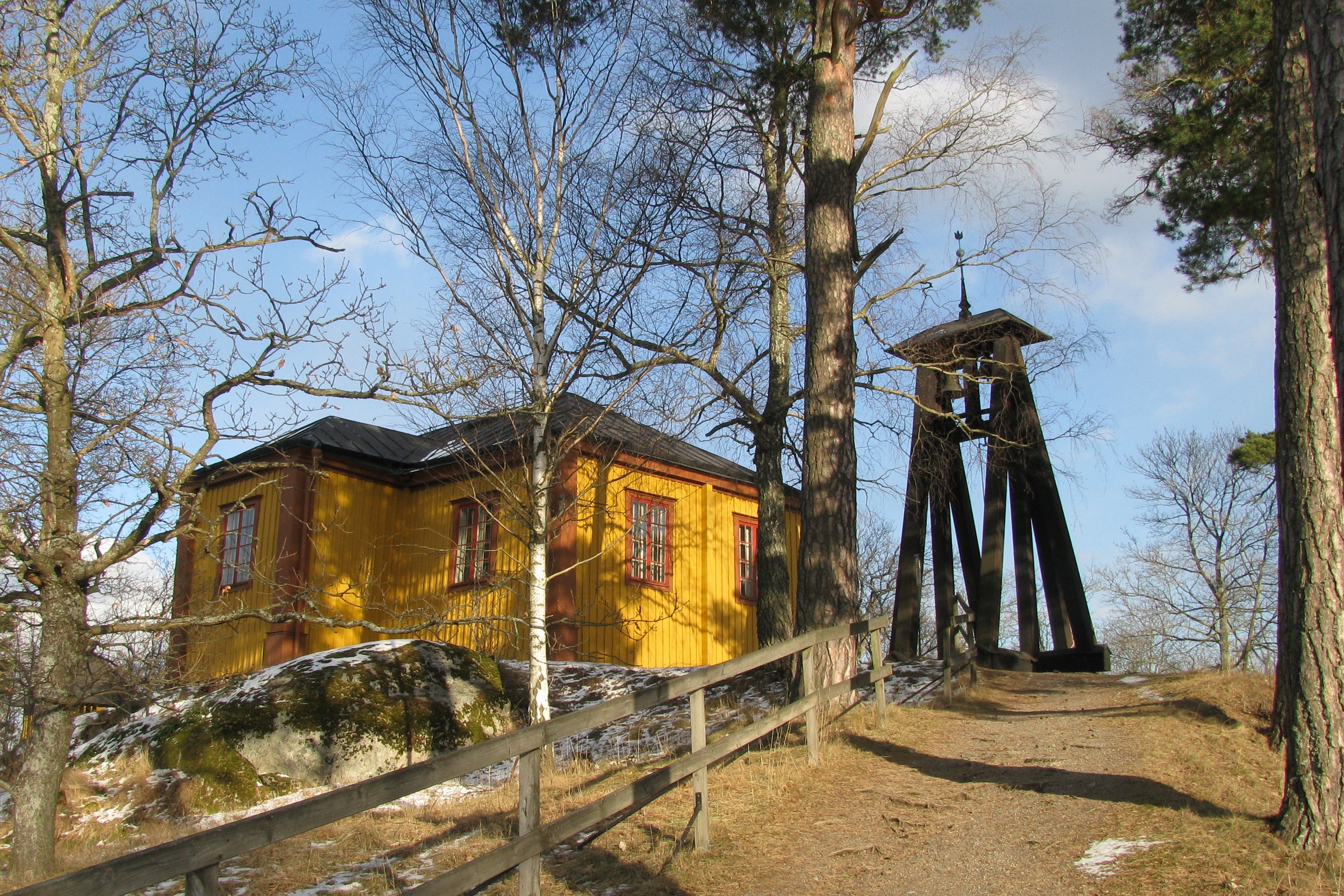
Boo kapell
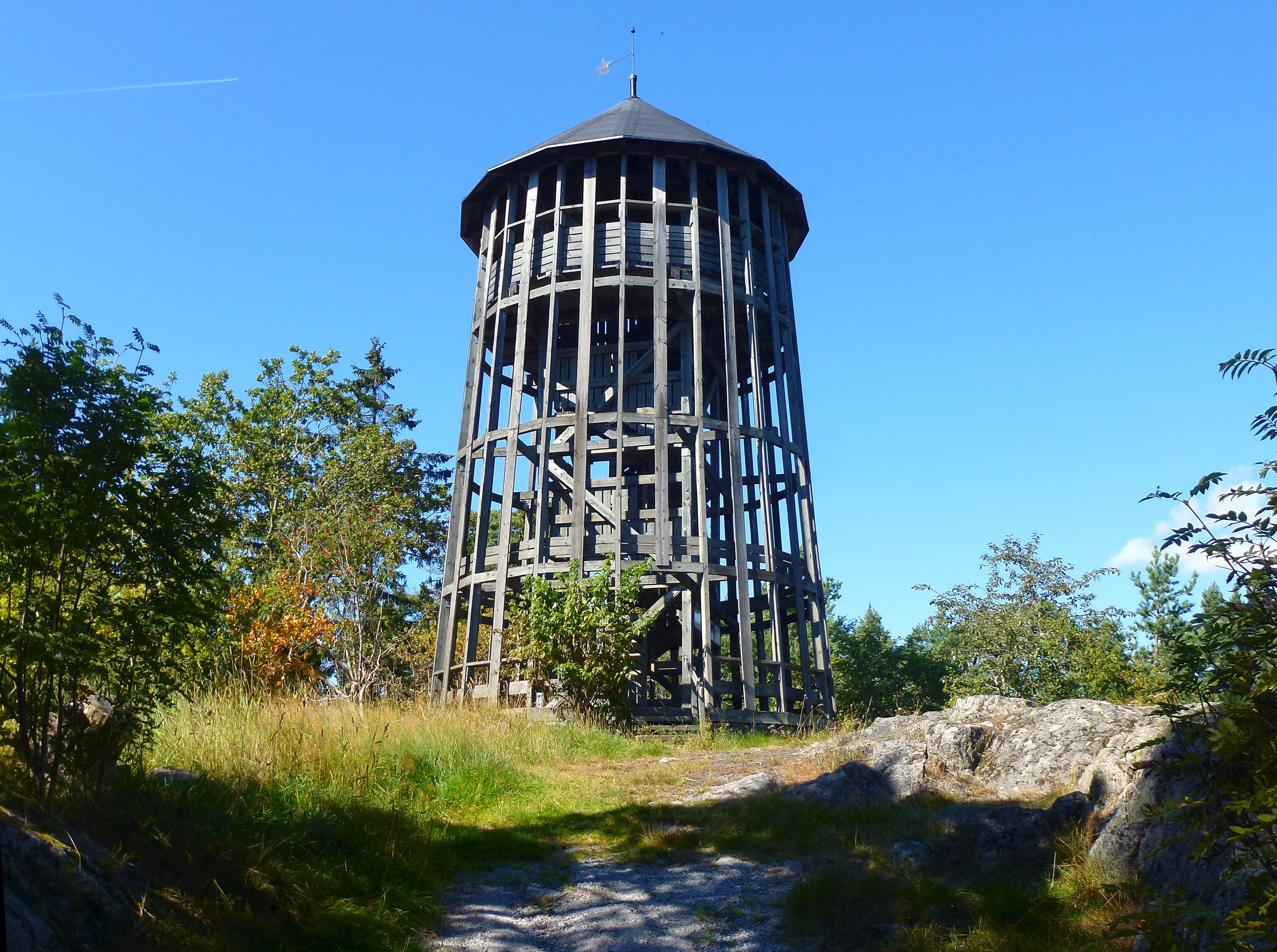
Boo torn
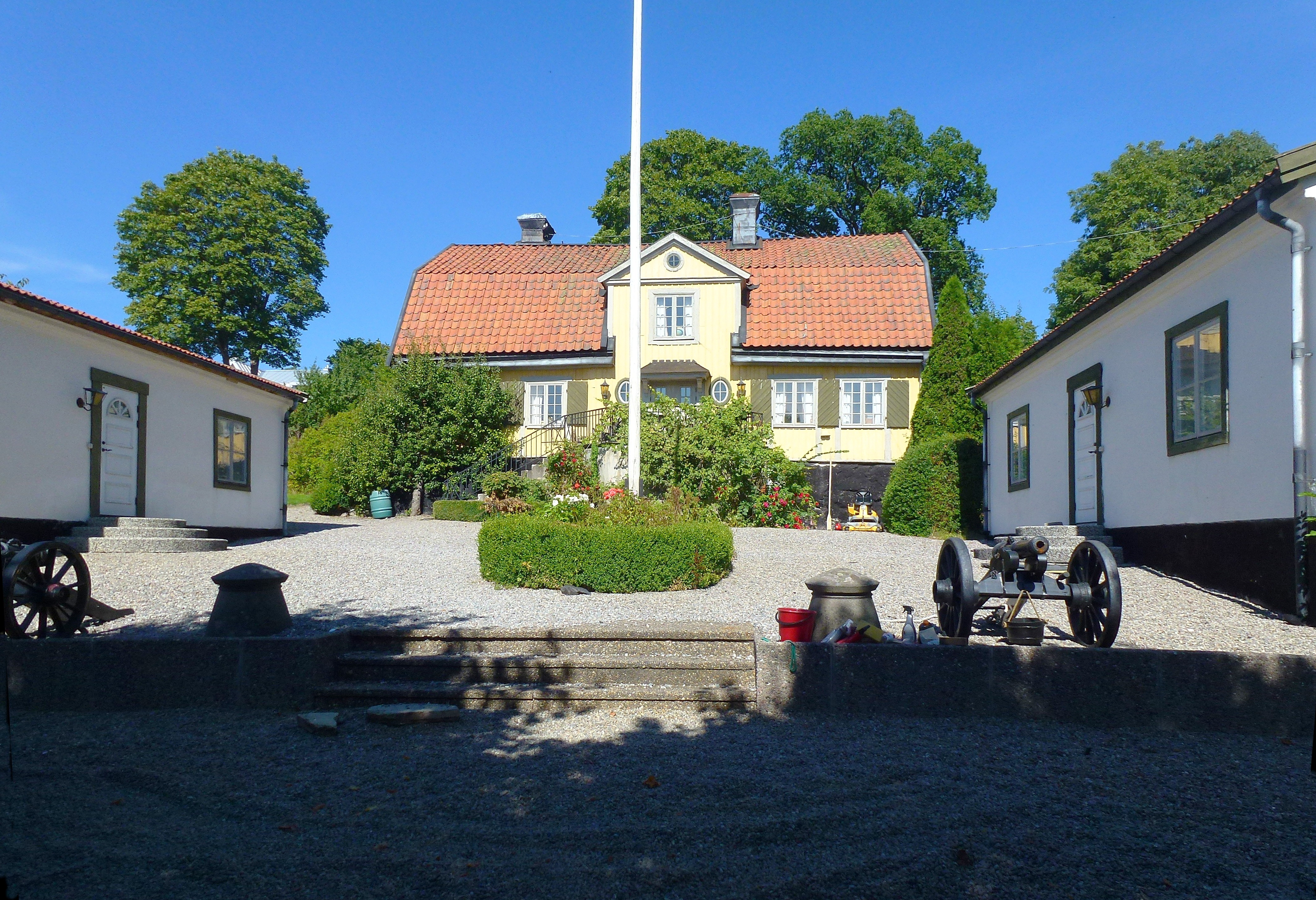
Lännersta gård
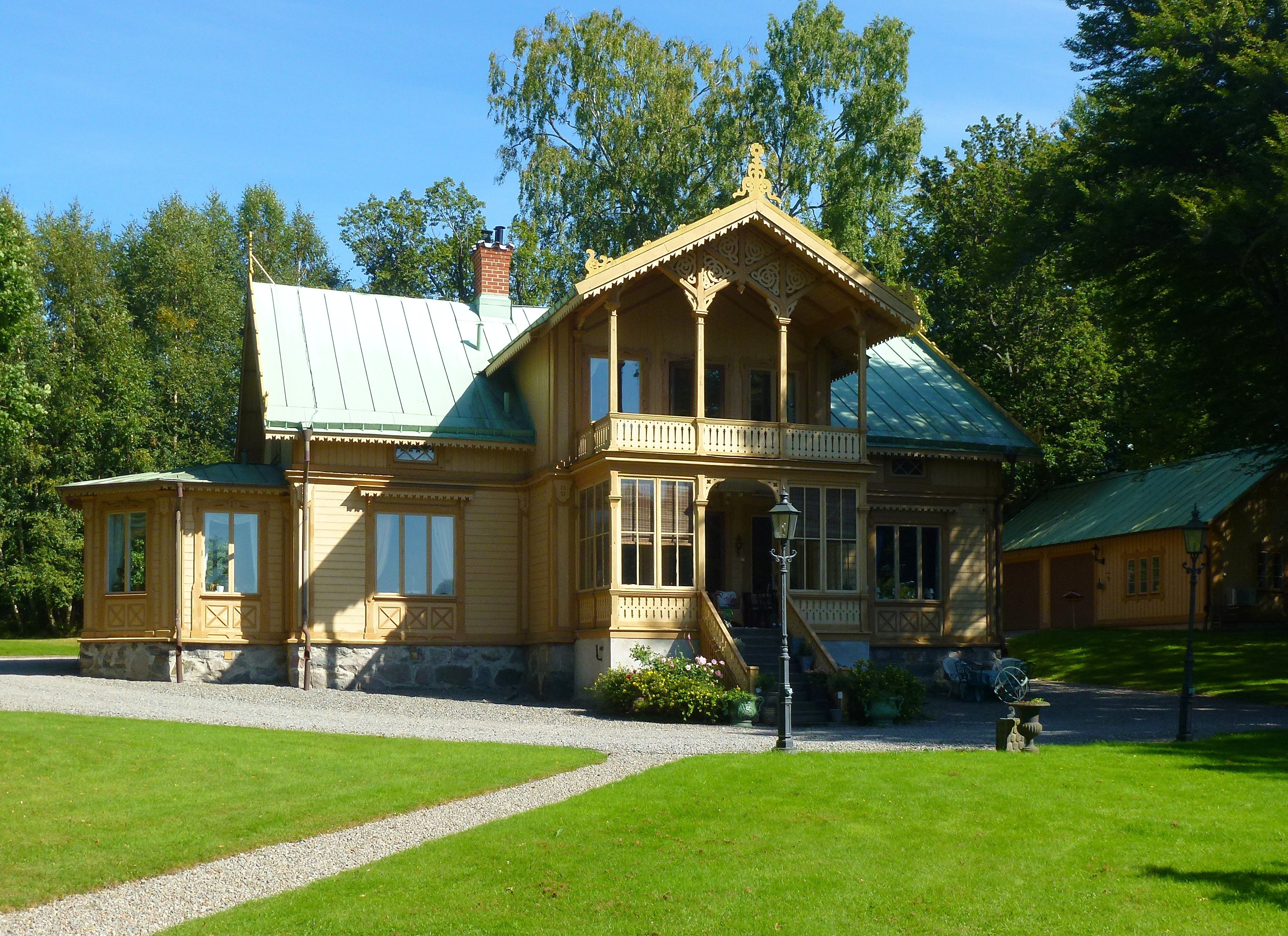
Villa Lindängen
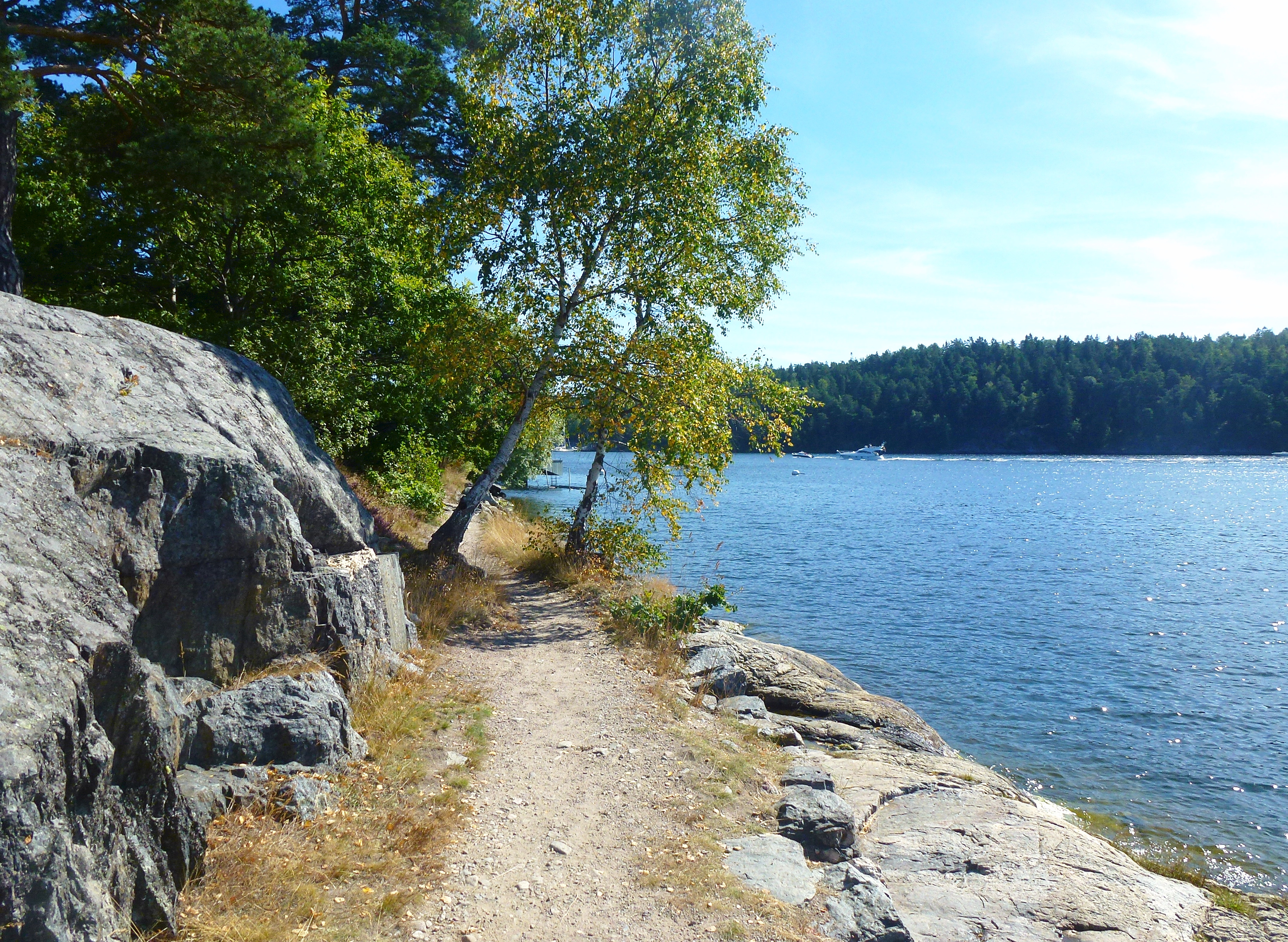
Lännersta strandpromenad
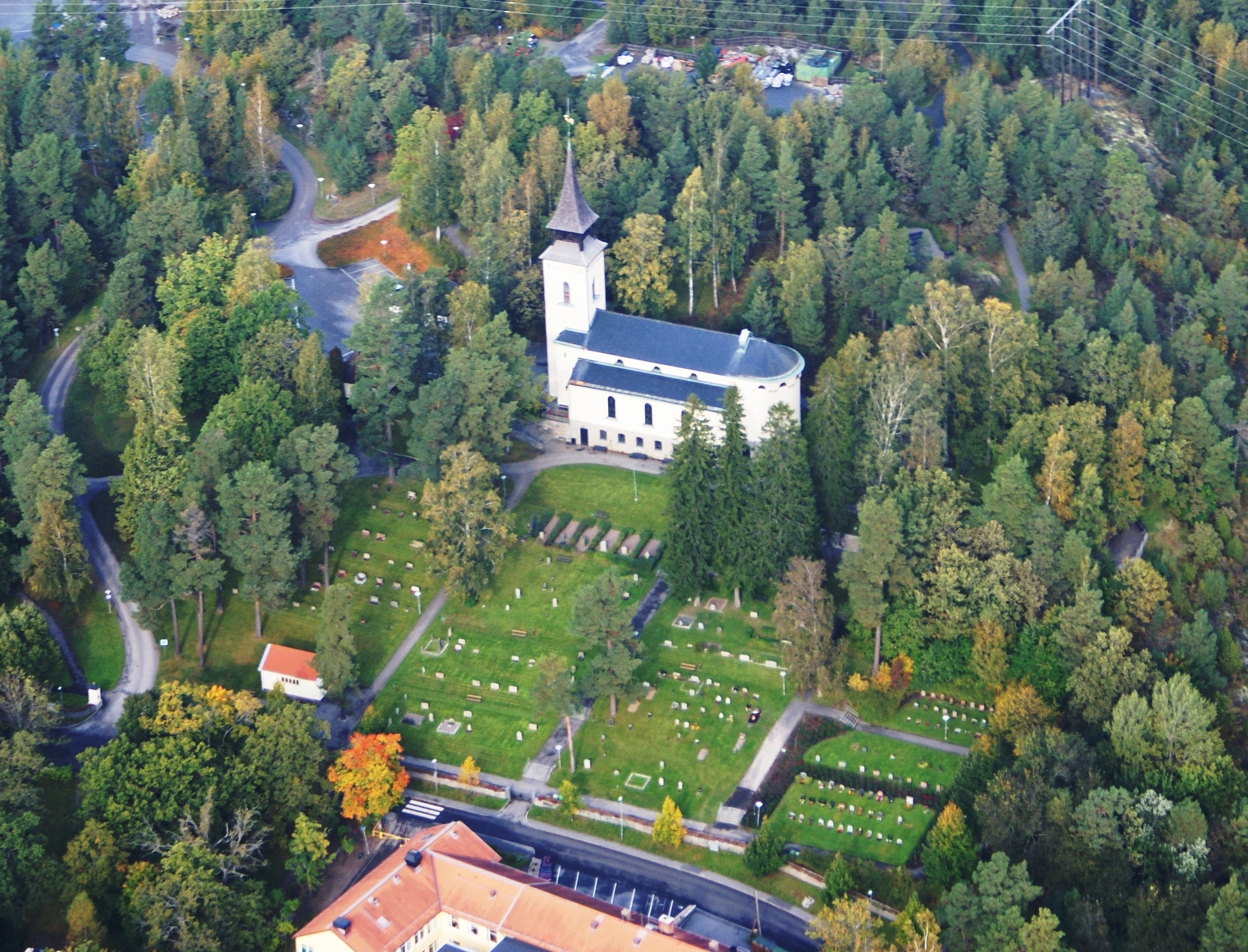
Boo kyrka
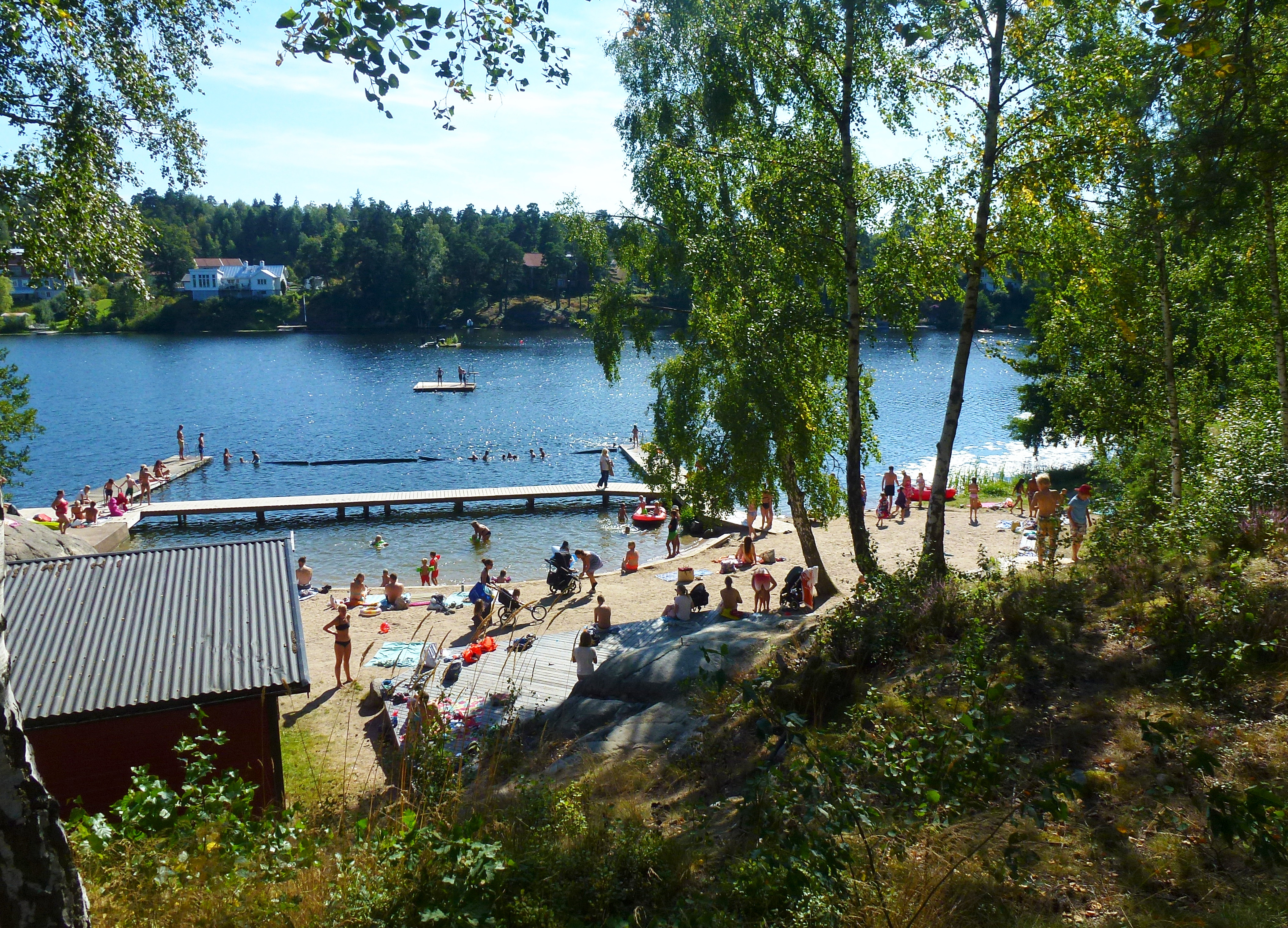
Bagarsjöns badplats